# Association des archives de données religieuses
 (décembre 2023).
La mise en forme du texte ne suit pas les recommandations de Wikipédia : il faut le « wikifier ».
Les points d'amélioration suivants sont les cas les plus fréquents. Le détail des points à revoir est peut-être précisé sur la page de discussion.
- Les titres sont pré-formatés par le logiciel. Ils ne sont ni en capitales, ni en gras.
- Le texte ne doit pas être écrit en capitales (les noms de famille non plus), ni en gras, ni en italique, ni en « petit »…
- Le gras n'est utilisé que pour surligner le titre de l'article dans l'introduction, une seule fois.
- L'italique est rarement utilisé : mots en langue étrangère, titres d'œuvres, noms de bateaux, etc.
- Les citations ne sont pas en italique mais en corps de texte normal. Elles sont entourées par des guillemets français : « et ».
- Les listes à puces sont à éviter, des paragraphes rédigés étant largement préférés. Les tableaux sont à réserver à la présentation de données structurées (résultats, etc.).
- Les appels de note de bas de page (petits chiffres en exposant, introduits par l'outil «  Source ») sont à placer entre la fin de phrase et le point final[comme ça].
- Les liens internes (vers d'autres articles de Wikipédia) sont à choisir avec parcimonie. Créez des liens vers des articles approfondissant le sujet. Les termes génériques sans rapport avec le sujet sont à éviter, ainsi que les répétitions de liens vers un même terme.
- Les liens externes sont à placer uniquement dans une section « Liens externes », à la fin de l'article. Ces liens sont à choisir avec parcimonie suivant les règles définies. Si un lien sert de source à l'article, son insertion dans le texte est à faire par les notes de bas de page.
- La présentation des références doit suivre les conventions bibliographiques. Il est recommandé d'utiliser les modèles {{Ouvrage}}, {{Chapitre}}, {{Article}}, {{Lien web}} et/ou {{Bibliographie}}. Le mode d'édition visuel peut mettre en forme automatiquement les références.
- Insérer une infobox (cadre d'informations à droite) n'est pas obligatoire pour parachever la mise en page.

Pour une aide détaillée, merci de consulter Aide:Wikification.
Si vous pensez que ces points ont été résolus, vous pouvez retirer ce bandeau et améliorer la mise en forme d'un autre article.
L'Association des archives de données religieuses (ARDA) est une source gratuite d'informations en ligne liées à la religion américaine et internationale. L'un des principaux objectifs des archives est de démocratiser l'accès à l'information académique sur la religion en rendant cette information aussi largement accessible que possible. Plus de 900 enquêtes, rapports sur les membres et autres collections de données (en) sont actuellement disponibles pour un aperçu en ligne, et la plupart peuvent être téléchargés gratuitement. Les autres fonctionnalités incluent des profils nationaux, des cartes SIG, des aperçus des membres des églises, des arbres du patrimoine confessionnel, des chronologies historiques, des tableaux, des graphiques et d'autres rapports de synthèse.
Fondée sous le nom d'american religion data archive en 1997 et en ligne depuis 1998, l'archive était initialement destinée aux chercheurs intéressés par la religion américaine. En février 2006, l'American Religion Data Archive est devenue l'association of religion data archives lorsqu'une archive de données internationale a été ajoutée. Les archives comprennent désormais des collections américaines et internationales ainsi que des articles destinés aux éducateurs, aux journalistes, aux congrégations religieuses et aux chercheurs.
Les données incluses dans l'ARDA sont soumises par les plus grands érudits et centres de recherche en religion au monde. Actuellement hébergée au social science research institut de l'Université d'État de Pennsylvanie, l'ARDA est financée par Lilly Endowment (en), la Fondation John Templeton, l'Université Chapman et l'Université d'État de Pennsylvanie.

## Histoire
Roger Finke (en), alors professeur de sociologie à l'Université Purdue, a fondé l'American Religion Data Archive en 1996 grâce à une subvention du Lilly Endowment (en). La collecte et le traitement des fichiers de données ont débuté en 1997. Les archives en ligne ont été lancées à l'automne 1998 sous le nom de domaine www.thearda.com et contenaient à l'origine trente-trois enquêtes concernant la religion américaine. En dix ans, les archives se sont élargies pour inclure plus de 400 fichiers de données, plus de 900 fichiers de données étaient disponibles en téléchargement sur le site Web de l'ARDA.
À partir de 2005, l’ARDA a commencé à mener des enquêtes sur la religion en dehors des états-Unis,.
En 2006, les archives ont donc changé leur nom d'American Religion Data Archive en Association of Religion Data Archives pour mieux refléter l'étendue des informations disponibles. Le nouveau nom a conservé à la fois l'acronyme et le nom de domaine de l'American Religion Data Archive.
Depuis sa fondation, l'ARDA a déménagé de purdue au population research institute de l'Université d'État de Pennsylvanie, où il est toujours dirigé sous la direction de Roger Finke, avec l'aide de Christopher Bader de l'Université Chapman. Le personnel s'est élargi depuis 1997 pour inclure une équipe de recherche composée d'experts en religion et d'étudiants diplômés, une équipe de marketing et de développement Web, une équipe de rédacteurs pour les documents d'orientation et les documents de travail, un rédacteur du centre d'apprentissage et un rédacteur de la salle de presse.

## Aperçu
La composante principale de l'ARDA, les archives de données, contient environ 775 fichiers de données quantitatives. Le personnel de l'ARDA ne collecte pas lui-même les données contenues dans ces fichiers ; les enquêteurs principaux des enquêtes soumettent plutôt leurs données à l'ARDA pour traitement et archivage. Ainsi, les fichiers de données actuellement inclus dans les archives proviennent de près de 200 sources différentes. Les principaux contributeurs aux fichiers de données comprennent l'enquête par panel presbytérien, le sondage southern focus, l'enquête sur la vie des congrégations des États-Unis et l'étude sur la région de Middletown. Les données de l'Enquête sociale générale (en), des études électorales nationales américaines, du World Religion Dataset et du Pew Research Center sont également disponibles. Parmi les sujets d'information les plus courants figurent les opinions publiques concernant les questions sociales (par exemple l'avortement, l'homosexualité, le rôle des femmes), les perceptions des répondants à l'enquête sur Dieu/le divin et les affiliations religieuses des répondants à l'enquête.

## Affiliations
L'ARDA est à la fois affiliée et financée par les organisations suivantes,:
- Dotation Lilly (en)
- La Fondation John Templeton
- Université d'État de Pennsylvanie
- Université Chapman

L'ARDA est affiliée aux organisations suivantes sans financement :
- L'association pour l'étude de la religion, de l'économie et de la culture
- Le projet religion et état de l’Université Bar Ilan
- L'association internationale des journalistes religieux
- Enquête sur le portrait de la vie américaine

## Prix et reconnaissance
- L'ARDA était l'une des trente ressources en ligne sélectionnées par la divisionReference and User Services Association (en) (RUSA) de l'American Library Association pour la liste 2010 des meilleurs sites Web de référence gratuits[11].
- Le portail «Insights into Religion» du Lilly Endowment répertorie l'ARDA comme l'une des meilleures ressources en ligne pour la formation continue sur la religion[12], la recherche démographique, la recherche sur la jeunesse[13], et l'enseignement de la religion[14].

## Voir également
- Religion et Internet (en)